# 1950 a légi közlekedésben
Ez a lista az 1950-es év légi közlekedéssel kapcsolatos eseményeit tartalmazza.

## Események

### Január
- január 14. – A MiG–17 prototípusának (SZI) első repülése.

### Február
- február 6. – Az Amerikai légierő B–36 Peacemaker típusú gépe hajtóműleállás következtében lezuhan a Kanadai Brit Columbiában, nukleáris bomba szállítása közben. Ez az első nukleáris bomba amit elvesztenek a történelem során.(A 17 fős legénységből 12 túléli, a bombát nem találják meg.)

### Május
- május 7. – Megnyílik a ferihegyi repülőtér.